# Владимирское епархиальное женское училище
Владимирское епархиальное женское училище — среднее учебное заведение Владимирской епархии для девочек из духовного сословия.

## История

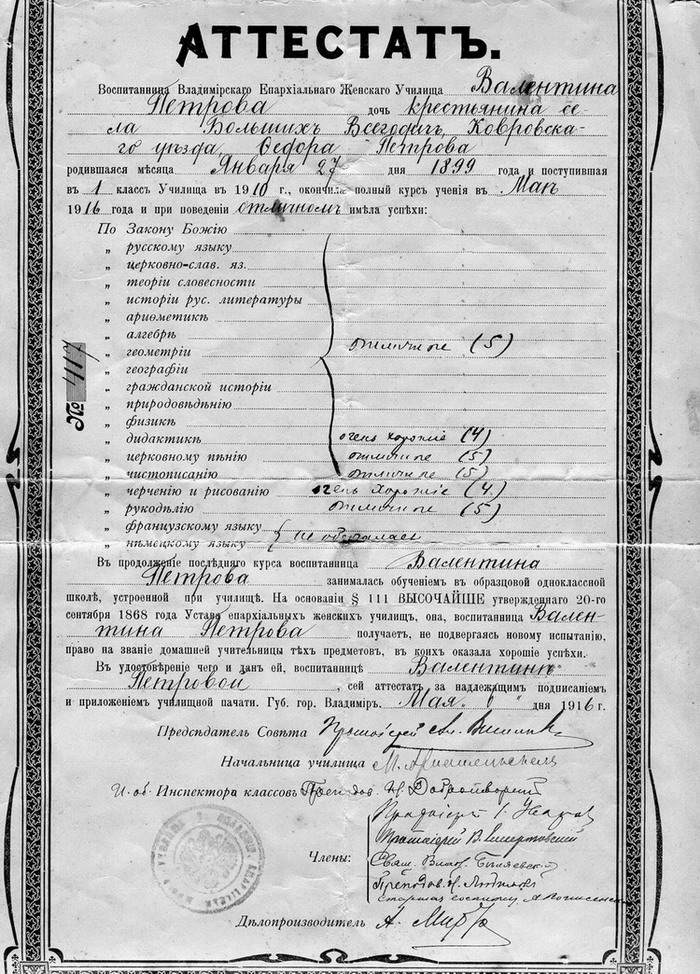
Аттестат Валентины Петровой, 1916

Было основано в 1865 году распоряжением епископа Владимирского и Суздальского Феофана (Говорова) и размещено в доме, приобретённом у предводителя губернского дворянства Д. В. Соленикова. В том же году в училище была устроена домовая церковь в честь Введения во храм Пресвятой Богородицы. Первой заведующей училищем стала дворянка А. И. Березовская, а инспектором владимирский протоиерей Михаил Херасков.
В училище принимались девочки 10-12 лет, при этом дети бедных и сироты обучались бесплатно. В училищем было три класса, но с 1880 года оно было преобразовано в шестиклассное (с 1900 года был введён дополнительный седьмой педагогический класс). На 1900 год в училище обучалось 315 воспитанниц, из них более ста проживало в помещении училища, пользуясь полным содержанием, сироты бесплатно, а дети состоятельных родителей за плату по 100 рублей в год с ученицы духовного звания и по 175 рублей с учениц инословных.
В училище преподавались: Закон Божий, русский и церковно-славянский языки, история русской литературы, гражданская история, география, арифметика, геометрия, физика, педагогика, дидактика, чистописание, пение и рукоделие. Необязательно преподавалась за особую плату музыка.
Окончившие курсы получали права домашних учительниц наравне с окончившими курс в женских гимназиях и право перехода в восьмой класс женских гимназий без экзаменов. При училище имелась образцовая женская начальная школа для девочек с особым законоучителем и учительницей, в которой воспитанницы XI класса практически знакомились с методами преподавания в сельских начальных школах.
В 1917 году было закрыто и упразднено.